# Jonathan Mouchel
Pour les articles homonymes, voir Mouchel.
Jonathan Mouchel, né le 22 janvier 1985 à Bruges en Gironde, est un coureur cycliste français.

## Palmarès sur piste

### Championnats du monde
- Bordeaux 2006
  - 9e de la poursuite par équipes[1]

### Championnats d'Europe
- Pruszków 2010
  - 4e de l'américaine[2]

### Championnats de France
- 2003
  -  Champion de France de poursuite juniors
  -  Champion de France de poursuite par équipes juniors (avec Mickaël Delage, Yannick Marié et Mickaël Malle)
  -  Champion de France de l'américaine juniors (avec Mickaël Delage)
  -  Champion de France de la course aux points juniors
- 2005
  -  Champion de France de poursuite par équipes espoirs (avec Cédric Agez, Yannick Marié et Fabien Patanchon)
  - 2e de la poursuite par équipes
  - 3e de la poursuite
- 2006
  -  Champion de France de poursuite par équipes (avec Mickaël Delage, Matthieu Ladagnous, Sylvain Blanquefort, Mikaël Preau)
  -  Champion de France de poursuite
  - 3e de l'américaine
  - 3e de la course aux points espoirs
- 2008
  - 3e de la poursuite par équipes
- 2009
  - 3e du scratch
- 2010
  - 3e de la poursuite par équipes
- 2011
  - 3e de la poursuite par équipes

## Palmarès sur route
- 2005
  - 3e du Tour de Moselle